# Ніно Чкуаселі
Ніно Чкуаселі (груз. ნინო ჭკუასელი; нар. 22 вересня 1988) — грузинська футболістка, воротар. Виступала за національну збірну Грузії.

## Клубна кар'єра
На батьківщині виступала за тбіліське «Динамо». У сезоні 2007/08 років зіграла 3 матчі в групі A7 жіночого кубку УЄФА (попередник жіночої Ліги чемпіонів). У 2010 році перейшла до турецького клубу «Трабзон Ідманочаджи». З 2010 по 2013 рік зіграла 55 матчів за трабзонський клуб.

## Кар'єра в збірній
Вона дебютувала на міжнародному рівні у складі молодіжної жіночої збірної Грузії (WU-19) 29 вересня 2005 року у першому кваліфікаційному раунді молодіжному чемпіонату Європи (WU-19) проти Росії.
У складі жіночої збірної Грузії брала участь у матчах групи B кваліфікації чемпіонату світу 2015 року.

## Клубна статистика
Станом на 21 квітня 2013.
| Клуб                  | Сезон   | Ліга       | Ліга  | Ліга | Континентальні | Континентальні | Національні | Національні | Загалом | Загалом |
| Клуб                  | Сезон   | Дивізіон   | Матчі | Голи | Матчі          | Голи           | Матчі       | Голи        | Матчі   | Голи    |
| --------------------- | ------- | ---------- | ----- | ---- | -------------- | -------------- | ----------- | ----------- | ------- | ------- |
| «Трабзон Ідманочаджи» | 2010–11 | Перша ліга | 20    | 0    | –              | –              |             |             | 20      | 0       |
| «Трабзон Ідманочаджи» | 2011–12 | Перша ліга | 20    | 0    | –              | –              |             |             | 20      | 0       |
| «Трабзон Ідманочаджи» | 2012–13 | Перша ліга | 15    | 0    | –              | –              |             |             | 15      | 0       |
| «Трабзон Ідманочаджи» | Загалом | Загалом    | 55    | 0    | –              | –              |             |             | 55      | 0       |

## Досягнення
«Трабзон Ідманочаджи»
- Перша ліга
  -  Бронзовий призер (1): 2011/12